# Димитър Андонов (революционер)
 Тази статия е за войводата Димитър Старозагорски.  За войводата Димитър Загорски вижте Димитър Загорски.  
Димитър Андонов, наричан Старозагорски, е български офицер и революционер, прилепски войвода на Вътрешната македоно-одринска революционна организация.

## Биография
Димитър Андонов е роден на 26 март 1871 година в Стара Загора, тогава в Османската империя. Завършва подофицерска школа и служи в 12 пехотен балкански полк на Българската армия. На 5 март 1903 година Димитър Андонов, заедно с Никола Вълчев и Нестор Байков, като подофицер напуска полка си. В София се свързват със задграничното представителство на ВМОРО и в Кюстендил се присъединяват към прилепската чета на Константин Кондов, където вече е техният съгражданин Георги Стайнов.
Част от четата на Коста Кондов попада на засада при село Топлица като според някои източници падат убити седем четници и войводата Никола Божков (вероятно тежко ранен, защото има сведения за живота му след това). Димитър Андонов и Нестор Байков реорганизират четата и я извеждат от засадата. По-късно отделението се присъединява към четата на Петър Ацев. При подготовката на Илинденско-Преображенското въстание Димитър Андонов е определен за ръководител на Прекоридския въстанически район и отговаря за военното обучение на околията.
По време на въстанието Димитър Андонов и Нестор Байков водят две сражения с турски аскер при Дуйне и Старавина и организират снабдяването с барут, гилзи и олово от Битоля към Прилеп. Участват и в ръководената от Петър Ацев акция в село Живово - неуспешен опит за превземане на казармите. Водят още сражения при Нидже планина и Фаришките ханове, като прекъсват пътя между Прилеп, Кавадарци и Криволак. Гьорче Петров отказва предложението им за атака на казармите в град Прилеп.
След края на въстанието Димитър Андонов се завръща в България и постъпва отново на военна служба в своя полк. Участва в Балканската, в която е произведен в първи офицерски чин за бойни заслуги, и Междусъюзническата войни. По време на Първата световна война е вече подпоручик, а на 1 март 1917 година е произведен в чин капитан. На 17 март загива в сражение с английски и френски войски в битката при Червената стена.
По повод смъртта му Петър Ацев пише:
| „ | Той сложи пред олтара на Отечеството живота си, отбивайки атаките на неприятеля срещу Червената стена в Пелистер, над гр. Битоля. Падна този левент, син български, стоейки с чудно спокойствие пред своята рота. Разкъсан от граната остана той в Пелистер до гробовете на славните илинденци от 1903 г. И духът му се носи над тази измъчена страна, за свободата на която той всичко беше дал и най-сетне ѝ даде и живота си, живот, който ще служи за пример на подрастващите поколения на България и Македония. | “ |